# Ostedes kadleci
Ostedes kadleci là một loài bọ cánh cứng trong họ Cerambycidae.